# Alberto Martínez Baca
Alberto Juan Martínez Baca (Tres Arroyos, 1908 - Buenos Aires, 5 de julio de 1984) fue un bioquímico y político argentino nacido en la provincia de Buenos Aires y radicado en San Rafael. Fue gobernador de la Provincia de Mendoza por el FREJULI, entre mayo de 1973 y junio de 1974.

## Biografía
Tras recibirse de bioquímico, abrió una farmacia en General Alvear (Mendoza), para después radicarse en San Rafael. De larga trayectoria en el peronismo, fue director del Instituto del Trabajo de la Universidad Nacional de Cuyo y dictó cursos en institutos secundarios y para gremialistas; fundó y dirigió la revista Sanidad de Cuyo y el periódico La Voz del Pueblo.
Fue candidato a intendente en 1962 y en 1965 fue convencional constituyente provincial. En las elecciones de 1966 fue candidato a vicegobernador acompañando a Ernesto Corvalán Nanclares en las elecciones provinciales de 1966, ocasión en que también presidió el Partido Justicialista. Más tarde fue delegado organizador de la Universidad Nacional de La Rioja y presidente del Colegio Farmacéutico y Bioquímico de Mendoza.fue presidente del Partido Justicialista de Mendoza para las elecciones provinciales de 1966. Había sido delegado organizador de la Universidad Nacional de La Rioja y presidente del Colegio Farmacéutico y Bioquímico de Mendoza y también había dictado cursos en institutos secundarios y para gremialistas además de fundar y dirigir la revista Sanidad de Cuyo y el periódico La Voz del Pueblo. Junto con un grupo de dirigentes peronistas dirigió dicho periódico y crearon el diario Tres Banderas que funciono entre noviembre y diciembre de 1955, fecha en la fue detenido junto a Serú García  José Villanueva, Martínez Baca y otros dirigentes políticos y gremiales, a causa de las críticas que realizaban a la dictadura de Aramburu. Desde entonces y hasta enero de 1956, año en que la imprenta fue quemada por grupos de radicales pertenecientes a los llamados comandos civilesEn septiembre de 1956 al cumplirse un año del golpe de Estado su casa es incendiada por policías tras recibir amenazas por su actividad política, tras ello decide junto a su familia exiliarse para escapar de la persecución del régimen de Pedro Eugenio Aramburu
Fue propuesto como candidato a gobernador en 1973 por Héctor Cámpora; asumió en mayo de ese año tras unas elecciones de segunda vuelta en las que obtuvo un 71% de los votos.
Si bien su trayectoria política era la de un típico dirigente peronista de la rama política, la Juventud Peronista lo consideraba un aliado frente a otros dirigentes de sectores más conservadores, ya que había hecho gestos de acercamiento con ellos. En materia de infraestructura se llevan adelante obras de irrigación y se moderniza definitivamente el dique Medrano y se amplia la capacidad del dique Cipolletti. Son completadas con 203 km de canales  de irrigación y más de 20 obras a lo largo de la provincia para el mantenimiento de los cauces. Se realizó importantes obras de remodelaciones y refacciones de los principales espacios
públicos de Mendoza: el Parque San Martín y la Plaza Independencia

Durante su gestión, se extendió la electrificación rural por medio de catorce cooperativas fundadas para ese fin, se construyeron once escuelas primarias y dos secundarias, se inició una reforma de las defensas contra las crecidas de los ríos. Se reformó el Estatuto del Empleado Público, se avanzó en una reforma del sistema penitenciario y judicial, y del sistema educativo por medio de un congreso pedagógico y de la Dirección de Enseñanza Técnica. Se suprimieron los aranceles hospitalarios, se lanzó un programa de salud rural.
Una crisis política en torno a irregularidades cometidas en la administración de las Bodegas Giol, de propiedad estatal, sirvió como excusa a la oposición dentro del peronismo para pedir el juicio político contra el gobernador. La legislatura optó por suspender al gobernador en su cargo el 6 de junio de 1974, poco antes del fallecimiento del presidente Juan Domingo Perón. En su lugar asumió el vicegobernador Carlos Mendoza, pero el gobierno nacional y el propio gobernador suspendido promovieron la intervención federal a la provincia, que se consumó en el mes de agosto.
Fue perseguido por la Triple A y arrestado durante la última dictadura militar, recuperando su libertad en 1983. Víctima de un aneurisma, falleció en Buenos Aires el 5 de julio de 1984.